# رون بيكر (كرة سلة)
رون بيكر (بالإنجليزية: Ron Baker)‏ مواليد 30 مارس 1993 في هايز، هو لاعب كرة سلة أمريكي ويحمل الرقم 31. يبلغ طوله 6 قدم 4 بوصة (1.9 م).

## روابط خارجية
- رون بيكر على موقع الاتحاد الدولي لكرة السلة (الإنجليزية)
- رون بيكر على موقع إن بي أي (الإنجليزية)
- رون بيكر على موقع سبورتس رفرنس (الإنجليزية)
- رون بيكر على موقع كرة السلة الأوروبية.كوم (الإنجليزية)
- رون بيكر على موقع DraftExpress.com (الإنجليزية)
- رون بيكر على موقع كلية كرة السلة في سبورتس رفرنس.كوم (الإنجليزية)
- رون بيكر على موقع ريلجم (الإنجليزية)
- رون بيكر على موقع بروبوليرز (الإنجليزية)
- رون بيكر على موقع سبورتس رفرنس (الإنجليزية)
- رون بيكر على موقع سبورتس رفرنس (الإنجليزية)